# Dřísy
Dřísy är en ort i Tjeckien.   Den ligger i regionen Mellersta Böhmen, i den centrala delen av landet, 24 km nordost om huvudstaden Prag. Dřísy ligger 174 meter över havet och antalet invånare är 746.
Terrängen runt Dřísy är platt. Runt Dřísy är det ganska tätbefolkat, med 62 invånare per kvadratkilometer. Närmaste större samhälle är Černý Most, 17,4 km söder om Dřísy. Trakten runt Dřísy består till största delen av jordbruksmark.